# Missionsstation

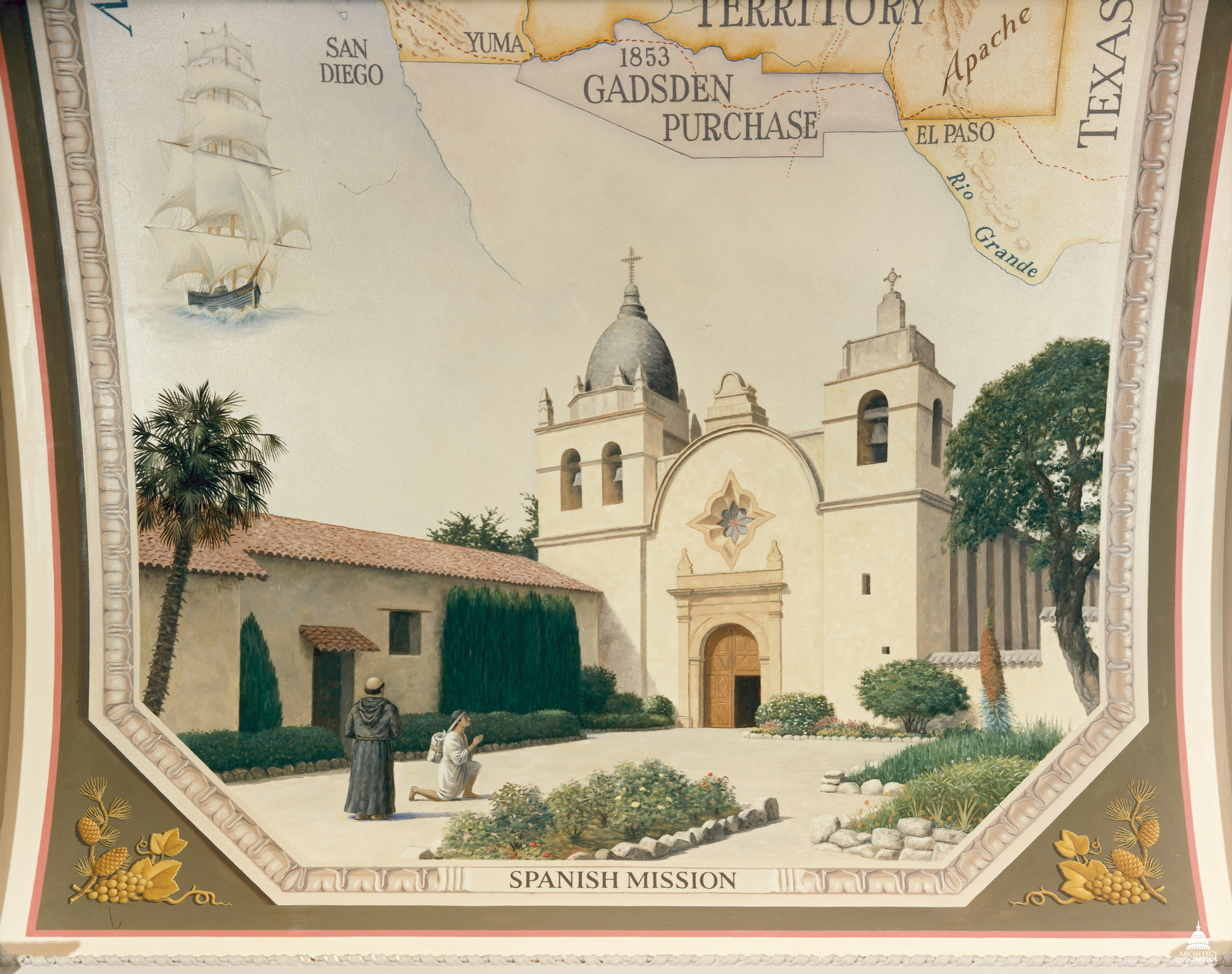
Spansk missionsstation i Nordamerika. Bildkälla: Architect of the Capitol.

Missionsstation är en bosättning anlagd av européer med syfte att bidra till den kristna missionen utanför Europa.
Historiskt sökte missionsstationerna att skilja den inhemska befolkningen från grunderna för sin inhemska kultur och samtidigt med kristendomen göra den europeiska kulturen och dess värden till ett eftersträvansvärt mål.